# 1386년

## 연호
- 명(明) 홍무(洪武) 19년
- 북원(北元) 천원(天元) 8년
- 일본(日本) 남조(南朝) 겐추(元中) 3년
- 일본(日本) 북조(北朝) 시토쿠(至徳) 3년
- 쩐 왕조(陳朝) 쓰엉푸(昌符) 10년

## 기년
- 명(明) 태조 홍무제(太祖 洪武帝) 19년
- 북원(北元) 천원제(天元帝) 8년
- 고려(高麗) 우왕(禑王) 12년
- 쩐 왕조(陳朝) 영덕왕(靈德王) 10년

## 사건
- 밀라노의 두오모 성당이 건축되기 시작했다.

## 탄생
- 잉글랜드의 헨리 5세